# Fluxbox
Fluxbox ist ein Fenstermanager für das X Window System in unixoiden Betriebssystemen. Der Fokus der Entwickler liegt auf einem möglichst sparsamen Umgang mit Betriebsmitteln und einer tiefgehenden Konfigurationsmöglichkeit.

## Überblick
Fluxbox ging als Abspaltung aus Blackbox hervor und ist mit diesem von Konfiguration und Handhabung her zu einem großen Teil identisch. Die Entwickler fokussieren sich sowohl auf eine übersichtlich gestaltete Oberfläche als auch auf eine möglichst ressourcenschonende Arbeitsweise. So zeichnet sich Fluxbox durch eine geringe Auslastung von Arbeitsspeicher und Hauptprozessor sowie einen geringeren Bedarf an Speicherplatz auf der Festplatte aus. Erzielt wird dies durch den bewussten Verzicht auf aufwändig gestaltete Grafiken, Animationen oder andere Eigenschaften, welche die Systemauslastung steigern würden. Die Verwendung von Fluxbox kann deshalb besonders für den Einsatz auf leistungsschwachen Systemen wie älteren Computern oder Live-Systemen vorteilhaft sein. Die Distribution Damn Small Linux verwendet Fluxbox standardmäßig. Auch von Ubuntu gab es mit Fluxbuntu und Linux Mint Fluxbox speziell für Fluxbox gestaltete Derivate.
Am 12. Dezember 2019 veröffentlichte MX Linux MX-fluxbox als vollständig integriertes Overlay von MX Linux 19. Zuvor war es ab 2014 über den Package Installer verfügbar. MX Linux hat dabei einen Fork verwendet. Zur MX-21-Serie wurde eine Fluxbox-Edition hinzugefügt, bei der Fluxbox standardmäßig verwendet wird. Fluxbox ist auch ein vorgestellter Fenstermanager auf AntiX.

## Besonderheiten
Trotz seiner Schlichtheit kann Fluxbox stark auf die persönlichen Bedürfnisse angepasst werden. Die Fenster von Programmen mit grafischer Oberfläche können in ihrem Verhalten, Aussehen und ihrer Größe detailreich konfiguriert und gar zu einer Einheit zusammengefasst werden (ähnlich wie beim Tabbed Browsing), unabhängig davon, ob das jeweilige Programm dies unterstützt oder nicht. Weitere Möglichkeiten zur Anpassung, wie das Festlegen von Tastenkombinationen, das Bearbeiten der Menüs oder das Entwerfen neuer Desktop-Designs sind ebenfalls vorhanden. Sämtliche Einstellungen werden über Konfigurationsdateien vorgenommen, die Plain text enthalten und mit gewöhnlichen Texteditoren bearbeitet werden können.